# جو ايسبوسيتو (مدرب كرة سلة)
جو ايسبوسيتو (بالإنجليزية: Joe Esposito)‏ هو مدرب كرة سلة أمريكي، ولد في 21 سبتمبر 1966 في نيويورك في الولايات المتحدة.